# Резникова, Жанна Ильинична
Жанна Ильинична Резникова (урождённая Зайдентрегер; род. 25 марта 1950) — советский и российский мирмеколог, этолог, доктор биологических наук (1990), заведующая кафедрой сравнительной психологии НГУ, профессор (2000), заведующая лабораторией поведенческой экологии сообществ Института систематики и экологии животных СО РАН, специалист в области исследования поведения и коммуникации животных.
Научные интересы лежат в области этологии и поведенческой экологии муравьёв и других животных. Опубликовала свыше 200 научных работ и 10 монографий.

## Биография
Родилась в 1950 году в Оренбурге в семье музыкантов, вскоре переехавшей в Кемерово и впоследствии в Новосибирск. Отец — дирижёр Илья Акимович Зайдентрегер, выпускник Ленинградской консерватории, в 1951 году основал при Кемеровском музыкальном училище Малый симфонический оркестр, с 1959 по 2017 г — доцент, потом профессор Новосибирской государственной консерватории; руководил оркестровым классом студентов консерватории, c 1972 по 2000 год возглавлял любительский симфонический оркестр Дома культуры «Академия»; мать Резникова Евгения Евсеевна (1925—2002) преподавала игру на скрипке в музыкальной школе N 6 г. Новосибирска. Племянница пианиста Моисея Акимовича Зайдентрегера (1914—1994).
В 1967 году поступила в Новосибирский государственный университет. В 1972—1977 гг стажер-исследователь и аспирант НГУ, молодой преподаватель, лектор, руководитель разъездных полевых студенческих практик, начальник экспедиционных отрядов и активный экспериментатор. С 1977 года работает в Институте систематики и экологии животных СО РАН и в НГУ. Кандидат (1977) и доктор биологических наук (1990), профессор (2000), автор около 200 публикаций.
Один из крупнейших в мире специалистов в области исследования поведения и языка муравьёв, поведенческой экологии и когнитивной этологии. Критиковал ее как этолога Евгений Николаевич Панов.
Участник многих Российских научных конференций, связанных с проблемами экологии, эволюции и поведения животных, а также Международных этологических конференций, Энтомологических и Экологических конгрессов, конгрессов и совещаний Международного союза по изучению общественных насекомых в Японии, Германии, Италии, Франции, Англии, Австрии, Венгрии, Индии, Бразилии и других странах. Была организатором симпозиумов, секций и круглых столов в рамках нескольких международных этологических конференций 1999—2008 годов. Член Международного Совета этологов, член редколлегий международного мирмекологического журнала Myrmecological News, Frontiers in Comparative Psychology, Entropy и «Евразиатского энтомологического журнала».
Жанна Резникова активно участвует в популяризации науки; она любит путешествия, книги, музыку, живопись и, конечно, животных. Её перу принадлежат сатирические пьесы о жизни российской науки. Один из её мюзиклов называется «Мизерабли: жизнь в науке» и рассказывает о реформе РАН.

## Открытия
Резниковой открыта новая форма межвидовых отношений у животных (межвидовой социальный контроль муравьёв). В соавторстве с Б.Я. Рябко, открыт сложный символический «язык» муравьёв (их способности к счёту и элементарным арифметическим операциям). Открыла когнитивную специализацию (cognitive specialisation) в популяциях и сообществах животных и ввела понятие «видовой гениальности» (species genius). В соавторстве со своими молодыми сотрудниками, впервые описала когнитивные аспекты взаимодействия грызунов и муравьев. Выявила этологические и экологические взаимодействия разных гильдий в природе, открыла способности диких грызунов к различению количества объектов на уровне приматов,выявила новые закономерности структурной организации стереотипного поведения животных.

## Основные труды
Автор около 200 публикаций (список), в том числе около 10 монографий, учебных пособий и книг, руководство 13 кандидатскими диссертациями и одной докторской. Статьи публиковались как в российских, так и в зарубежных научных изданиях, например в Acta Ethologica (Springer, 2008, 2017), Myrmecological News (2008), Behavioural Brain Research (Elsevier, 2012), Behaviour (Brill, 2011), Neurocomputing (Elsevier, 2012), Theory of Computing Systems (Springer, 2013), Frontiers in psychology (2013, 2015, 2019), Evolutionary Psychology (2013), Ecological Entomology (2017), Journal of Comparative Psychology (2017), Animal Cognition (2019, 2020) и других. Один из редакторов и автор статей в «Encyclopedia of the Sciences of Learning», опубликованной в Springer в 2012 году в 7-ми томах. Автор сатирических пьес о научной жизни, среди которых «Мизерабли: жизнь в науке» о реформе РАН. Несколько её аспирантов получили престижные премии и гранты.

### Книги
- Резникова Ж. И. Межвидовые отношения у муравьев. — Новосибирск: Наука, 1983. — 208 с.
- Резникова Ж. И. Экология, этология и эволюция. Структура сообществ и коммуникация животных. — Новосибирск: «Мост», 1997. — 208 с.
- Резникова Ж. И. Интеллект и язык. Животные и человек в зеркале эксперимента. Ч. I. — М.: Наука, 2000, 2000. — 280 с.
- Резникова Ж. И. Между драконом и яростью. Этологические и эволюционные аспекты межвидовых отношений животных (гипотезы и теории, хищники и жертвы). Часть II.. — М.: Научный мир, 2001, 2001. — 208 с.
- Резникова Ж. И. Популяции и виды на весах войны и мира. Этологические и эволюционные аспекты межвидовых отношений животных. Часть III.. — M.: Логос, 2001. — 270 с.
- Резникова Ж. И. Интеллект и язык животных и человека. Основы когнитивной этологии. — М.: Академкнига, 2005. — 518 с.
- Резникова Ж. И. Зоопсихология. Интеллект и язык животных и человека. В 2 ч. Учебник для вузов. — Изд-во Юрайт, 2020.
- Резникова Ж. И. Экология, этология, эволюция. Межвидовые отношения животных в 2 ч. Учебник для вузов. — Изд-во Юрайт, 2020.
- Reznikova Zh. Animal Intelligence: From individual to social cognition» (англ.). — Cambridge University Press, 2007. — 488 p. — ISBN 978-0-521-82504-7.
- Reznikova Zhanna. Studying Animal Language Without Translation: An Insight From Ants (англ.). — Springer, 2017.
- Reznikova Zhanna. Chapter «ANTS» in : «Field and Laboratory Methods in Animal Cognition. A Comparative Guide» (англ.) / Edited by Nereida Bueno-Guerra (Comillas Pontifical University) and Federica Amici (Universität Leipzig). — Cambridge University Press, 2018.

### Некоторые статьи[30][31]
- Резникова Ж. И. Механизмы территориального взаимодействия семей Formica pratensis // Зоологический журнал : Журнал. — М.: Наука, 1974. — Т. 53, № 2. — С. 212—223. — ISSN 0044-5134.
- Резникова Ж. И. Межвидовая иерархия у муравьев // Зоол. журн. : Журнал. — 1980. — Т. 59, № 8. — С. 1168—1176.
- Стебаев И. В., Резникова Ж. И.  Система пространственно-временных взаимоотношений в многовидовом поселении степных муравьев // Зоологический журнал : Журнал. — М.: Наука, 1974. — Т. 53, № 8. — С. 1200—1212.
- Резникова Ж. И., Рябко Б. Я. Исследование способности муравьев к передаче сведений о числе объектов // Доклады АН СССР : Журнал. — 1987. — Т. 294, № 3. — С. 761—763. — ISSN 0869-5652.
- Резникова Ж. И., Рябко Б. Я. Теоретико-информационный анализ «языка» муравьев // Журн. общ.биол. : Журнал. — 1990. — Т. 51, №  5. — С. 601—609.
- Резникова Ж. И., Новгородова Т. А. Роль индивидуального и социального опыта во взаимодействии муравьев с тлями-симбионтами // Доклады РАН : Журнал. — 1998. — Т. 359, №  4. — С. 572—574. — ISSN 0869-5652.
- Резникова Ж. И., Рябко Б. Я.  Экспериментальные исследования способности муравьев к сложению и вычитанию небольших чисел // Журн. высш. нерв. деят. : Журнал. — 1999. — Т. 49, №  1. — С. 12—21.
- Резникова Ж. И., Пантелеева С. Н. Взаимодействие муравьев Myrmica rubra L. и ногохвосток (Collembola) как охотников и массовой добычи // Доклады РАН : Журнал. — 2001. — Т. 380, №  4. — С. 367—369. — ISSN 0869-5652.
- Резникова Ж. И., Пантелеева С. Н. Экспериментальное исследование этологических аспектов хищничества у муравьев // Успехи современной биологии : Журнал. — 2003. — Т. 123, № 3. — С. 234—242.
- Резникова Ж. И., Пантелеева С. Н. Экспериментальное исследование формирования охотничьего поведения в онтогенезе муравьев // Доклады РАН : Журнал. — 2005. — Т. 401, №  1. — С. 1—3. — ISSN 0869-5652.
- Резникова Ж. И. Исследование орудийной деятельности как путь к интегральной оценке когнитивных возможностей животных // Журн. общ. биологии : Журнал. — 2006. — Т. 67, №  1. — С. 3—32. Обзор статьи
- Резникова Ж. И. Различные формы обучения у муравьев: открытия и перспективы // Успехи современной биологии : Журнал. — 2007. — Т. 127, №  2. — С. 166—174.
- Резникова Ж. И., Яковлев И. К. Развитие агрессивных реакций у муравьев как возможная основа «профессиональной» специализации // Доклады РАН : Журнал. — 2008. — Т. 418, №  4. — С. 571—573. — ISSN 0869-5652.
- Panteleeva S., Reznikova Z. and Vygonyailova O. Quantity judgments in the context of risk/reward decision making in striped field mice: first "count, " then hunt (англ.) // Front. Psychology : Журнал. — 2013. — Vol. 4:53. — doi:10.3389/fpsyg.2013.00053.
- Ryabko B., Zhanna Reznikova, Alexey Druzyaka and Sofia Panteleeva. Using ideas of Kolmogorov complexity for studying biological texts (англ.) // Theory of Computing Systems : Журнал. — 2013. — Vol. 52, no. 1. — P. 133—147.
- Reznikova Z., Elena Dorosheva. Catalog learning: Carabid beetles learn to manipulate with innate coherent behavioral patterns (англ.) // Evolutionary Psychology : Журнал. — 2013. — Vol. 11, no. 3. — P. 513—537.
- Panteleeva S., Reznikova Z. and Vygonyailova O. Quantity judgments in the context of risk/reward decision making in striped field mice: first "count, " then hunt (англ.) // Front. Psychology : Журнал. — 2013. — Vol. 4:53.
- Ryabko Daniil, Zhanna Reznikova. On the evolutionary origins of differences in sexual preferences (англ.) // Front. Psychology : Журнал. — 2015. — Vol. 6:628.
- Natalia V. Atsarkina, Sofia N.Panteleeva, Zhanna I. Reznikova. Myrmica rubra Ants Are More Communicative When Young: Do They Need Experience? (англ.) // Journal of Comparative Psychology : Журнал. — 2017.
- Reznikova Z., Jan Levenets, Sofia Panteleeva, Boris Ryabko. Studying hunting behaviour in the striped field mouse using data compression (англ.) // Acta Ethologica : Журнал. — 2017.
- Reznikova Z., Sofia Panteleeva, Natalya Vorobyeva. Precise relative-quantity judgement in the striped field mouse Apodemus agrarius Pallas (англ.) // Animal Cognition : Журнал. — 2019.
- Iakovlev Ivan, Zhanna Reznikova. Red Wood Ants Display Natural Aversive Learning Differently Depending on Their Task Specialization (англ.) // Frontiers in Psychology : Журнал. — 2019. — Vol. 10.
- Reznikova Z., Jan Levenets, Sofia Panteleeva, Anna Novikovskaya, Boris Ryabko, Natalia Feoktistova, Anna Gureeva, and Alexey Surov. Using the Data-Compression Method for Studying Hunting Behavior in Small Mammals (англ.) // Entropy : Журнал. — 2019. — Vol. 21, 386.
- Reznikova Z. Spatial cognition in the context of foraging styles and information transfer in ants (англ.) // Animal Cognition : Журнал. — 2020. — Vol. 23, iss. 6. — P. 1143–1159. — ISSN 1435-9456. — doi:10.1007/s10071-020-01423-x.

### Научно-популярные статьи
- Резникова Ж. И., Рябко Б. Я. (1988). Язык муравьев и теория информации // Природа. 1988. № 6. С. 64 — 71.
- Резникова Ж. И., Рябко Б. Я. (1997). Арифметические способности муравьев // Наука в России. Т. 4. С. 31 — 34.
- Резникова Ж. И. (2007). Маленькие труженики большой науки. // Природа. 2007. № 12. С. 25 — 34.
- Резникова Ж. И.(2008). Жизнь в сообществах — формула счастья. // Природа. 2008. № 8. С. 23 — 34.
- Резникова Ж. И. (2009). Социальное обучение у животных. // Природа. 2009. № 5. С. 3 — 12.

## Награды
В 1997 году получила за статьи, посвященные своим исследованиям языка муравьёв, премию Международного Научного Фонда за лучшую научно-популярную статью и премию МАИК Наука за лучшую публикацию. Грантодержатель различных научных фондов, включая гранты РФФИ, РНФ, гранта фонда Сороса, гранта Общества Макса Планка, программ «Университеты России», «Минобразования РФ по фундаментальным проблемам естествознания», «Биоразнообразие» и Международного научного фонда (МНФ). В 2000—2003 гг. получала стипендию Президента РФ для выдающихся ученых.